# Sacrificio di Isacco (Caravaggio)
Il Sacrificio di Isacco è il titolo di due dipinti realizzati dal pittore italiano Michelangelo Merisi da Caravaggio.

## Sacrificio d'Isacco, Princeton
Il Sacrificio d'Isacco era conservato presso la collezione privata Piasecka-Johnson di Princeton, nel New Jersey, anteriormente alla vendita del 2015 presso la casa d'asta Sotheby's a Londra. Secondo Giulio Mancini, un contemporaneo di Caravaggio ed uno dei suoi primi biografi, l'artista, mentre era convalescente nell'Ospedale della Consolazione, realizzò una serie di dipinti per il priore che li portò a casa con lui a Siviglia. Poiché l'ospedale curò i pazienti colpiti dell'influenza spagnola nel 1593 e nel 1595, verrebbe da pensare che l'opera venne realizzata in quel periodo. Peter Robb, nella sua biografia di Caravaggio scritta nel 1998 posticipa la data di realizzazione del dipinto al 1598. Il dipinto venne presentato alla vendita presso Sotheby's con l'attribuzione a Bartolomeo Cavarozzi, seguace caraveggesco operante in Spagna, giustificando l'origine  iberica del dipinto.
Il modello adolescente che posò in veste di Isacco potrebbe essere lo stesso modello che posò per il Giovanni Battista ora conservato nel museo della cattedrale di Toledo.

### Analisi del dipinto
Il dipinto raffigura il celebre episodio biblico del Sacrificio di Isacco, narrato nel libro della Genesi 22,2-13. Il pittore raffigura il momento in cui Abramo, sul punto di uccidere suo figlio Isacco per dimostrare la propria fede in Dio, viene fermato da un angelo del Signore che gli indica di sacrificare un ariete al posto del ragazzo. Il tema è molto comune nelle arti figurative poiché esso è generalmente interpretato come una prefigurazione del sacrificio di Cristo.
La scena è illuminata con la tecnica del chiaroscuro con la quale Caravaggio avrebbe rivoluzionato l'arte occidentale. la scena è molto buia.

## Sacrificio di Isacco, Uffizi
Il secondo Sacrificio di Isacco è conservato presso la Galleria degli Uffizi di Firenze. Secondo il biografo Giovanni Bellori, il dipinto venne commissionato dal cardinale Maffeo Barberini, futuro papa Urbano VIII. I documenti dell'archivio Barberini raccolgono i pagamenti effettuati al pittore, iniziati il 20 maggio 1603 e terminati l'8 gennaio 1604. Il compenso per quest'opera fu di 100 scudi. Nel 1672, Giovanni Pietro Bellori, biografo di Caravaggio, descrisse il dipinto come una raffigurazione di "Abramo, il quale tiene il ferro presso la gola del figliuolo che grida e cade".
Sulla base delle analogie tra il modello adolescente che posò per il Sacrificio di Isacco e quello dell'Amore Vincitore di Berlino, ma anche tra il San Giovannino dei Musei Capitolini, e l'angelo della Conversione di Saulo della collezione Odescalchi, Claudio Strinati ha suggerito che il dipinto sia stato eseguito attorno al 1601.
Il modello adolescente che posò in veste di Isacco potrebbe, forse, essere il giovane Francesco Boneri. I suoi lineamenti, simili a quelli degli adolescenti in altri dipinti di Caravaggio, hanno portato ad ipotizzare che Cecco abbia posato per altre opere di questo periodo. Nel caso del Sacrificio di Isacco, il pittore lo avrebbe ritratto non solo in veste di Isacco, ma anche - sembra - in veste di angelo, i cui lineamenti furono però modificati per evitare la presenza di due figure identiche nella tela. Secondo Peter Robb Cecco era anche uno degli amanti di Caravaggio, ma le poche prove documentali sugli amanti di Caravaggio riguardano con certezza un certo Giovanni Battista (definito la “bardassa” di Caravaggio durante le deposizioni del processo per diffamazione del 1603) e Lena, una nota prostituta “che sta in piedi a Piazza Navona”, probabilmente modella per la Madonna dei Pellegrini. Va comunque specificato che non vi è alcuna certezza assoluta né circa l'identità dei modelli, né circa l'identità o l'esistenza di aiuti che abbiano posato anche come modelli. La questione resta, dunque, ancora aperta ed è tuttora oggetto di dibattito.
Il dipinto agli Uffizi giunse al museo, nel 1917, come donazione e proveniva dalla collezione della famiglia Sciarra di Roma, e ancora prima dalla Collezione Barberini, nel cui inventario compare già nel 1608.

### Descrizione e stile
Anche in questa versione il pittore raffigura il momento in cui Abramo, sul punto di uccidere suo figlio Isacco, viene fermato da un angelo del Signore che gli indica di sacrificare un ariete al posto del ragazzo.
L'opera è una delle rare tele di Caravaggio in cui sia presente un paesaggio sullo sfondo. Un altro esempio è costituito dal Riposo durante la fuga in Egitto. Il paesaggio campestre sullo sfondo, con architetture probabilmente raffigurante uno scenario tipico della campagna romana recentemente questo paesaggio è stato identificato con Castel San Pietro Sabino, feudo dei Mattei noti mecenati e collezionisti di Caravaggio,  identificato da Enzo Pinci (scoperta critica presentata ad una conferenza, tenutasi a palazzo Mattei a Roma centro studi americani) contribuisce a conferire una maggiore "luminosità" e "storia" al dipinto. Per queste ragioni, il dipinto degli Uffizi appartiene -stilisticamente- ancora alla prima produzione romana di Caravaggio, priva del forte luminismo, cioè dei forti contrasti chiaroscurali, che ritroviamo, invece, nei dipinti successivi. I personaggi sono disposti sulla tela secondo un consueto impianto piramidale, il cui vertice è costituito dalla testa di Abramo.
Nel Sacrificio di Isacco, il dramma dell'evento è concentrato nell'espressione disperata e sorpresa della vittima, cioè Isacco, la cui adolescenza è brutalmente sconvolta dal padre Abramo, deciso a sacrificare il proprio figlio per obbedire alla volontà di Dio. Il volto severo di Abramo si contrappone all'umanissimo volto dell'angelo, che deve ricorrere ad un gesto risoluto per fermare la mano omicida: con la destra blocca in una stretta il polso di Abramo, con la sinistra indica il vero destinatario del sacrificio, cioè l'ariete.  Secondo Marco Gallo, la popolarità dell'iconografia del Sacrificio di Isacco nell'arte della prima età moderna si deve al recupero dell'iconografia paleocristiana. Nella cultura romana del Cinquecento, infatti, il crescente interesse antiquario per il mondo catacombale aveva portato ad un recupero dell'iconografia sacra tradizionale, che poteva essere letta e studiata proprio a partire dai sarcofagi romani del IV secolo, a cominciare da quello eccezionale di Gunio Basso. Tale recupero iconografico ebbe delle ripercussioni nei gusti dei committenti e dunque anche nell'iconografia di molte opere dell'epoca, tra cui - forse - questa di Caravaggio.
Da un punto di vista iconologico, e secondo i principi della filosofia patristica, Abramo è un exemplum fidei, cioè un esempio di fede. Il sacrificio di Isacco non è “utile” a Dio, quanto piuttosto ai fedeli che vi possono riconoscere un esempio di fede assoluta in Dio, ma anche una prefigurazione del summenzionato sacrificio di Cristo che, come Isacco, è stato immolato dal Padre. Secondo Marco Gallo, il Sacrificio di Isacco raffigura la cosiddetta satisfactio, cioè il simbolo del riscatto dal peccato originale attraverso la prefigurazione del sacrificio di Cristo.
Analogamente al Ragazzo morso da un ramarro, il Sacrificio di Isacco dà prova dell'attenzione con cui Caravaggio raffigura le emozioni e le espressioni del volto, frutto certamente della sua formazione lombarda, particolarmente attenta a seguire gli insegnamenti e gli studi di Leonardo in fatto di fisiognomica.